# Cetonia asiatica
Cetonia asiatica är en skalbaggsart som beskrevs av Hippolyte Louis Gory och Achille Rémy Percheron 1833. Cetonia asiatica ingår i släktet Cetonia och familjen Cetoniidae. Inga underarter finns listade i Catalogue of Life.